# Скулкрафт (Миннесота)
Скулкрафт (англ. Schoolcraft) — тауншип в округе Хаббард, Миннесота, США. На 2000 год его население составило 106 человек.

## География
По данным Бюро переписи населения США площадь тауншипа составляет 91,5 км², из которых 89,4 км² занимает суша, а 2,1 км² — вода (2,32 %).

## Демография
По данным переписи населения 2000 года здесь находились 106 человек, 39 домохозяйств и 32 семьи. Плотность населения — 1,2 чел./км². На территории тауншипа расположено 69 построек со средней плотностью 0,8 построек на один квадратный километр. Расовый состав населения: 97,17 % белых, 1,89 % азиатов и 0,94 % приходится на две или более других рас. Испанцы или латиноамериканцы любой расы составляли 0,94 % от популяции тауншипа.
Из 39 домохозяйств в 38,5 % воспитывались дети до 18 лет, в 76,9 % проживали супружеские пары, в 5,1 % проживали незамужние женщины и в 15,4 % домохозяйств проживали несемейные люди. 15,4 % домохозяйств состояли из одного человека, при том 5,1 % из — одиноких пожилых людей старше 65 лет. Средний размер домохозяйства — 2,72, а семьи — 3,00 человека.
25,5 % населения — младше 18 лет, 5,7 % — в возрасте от 18 до 24 лет, 30,2 % — от 25 до 44, 30,2 % — от 45 до 64, и 8,5 % — старше 65 лет. Средний возраст — 40 лет. На каждые 100 женщин приходилось 112,0 мужчин. На каждые 100 женщин старше 18 приходилось 113,5 мужчин.
Средний годовой доход домохозяйства составлял 36 250 долларов, а средний годовой доход семьи — 50 625 долларов. Средний доход мужчин — 31 250 долларов, в то время как у женщин — 43 750. Доход на душу населения составил 14 103 доллара. За чертой бедности находились 11,8 % семей и 17,1 % всего населения тауншипа, из которых 33,3 % младше 18 лет.